# Leptoconops sublettei
Leptoconops sublettei är en tvåvingeart som beskrevs av Clastrier och Wirth 1978. Leptoconops sublettei ingår i släktet Leptoconops och familjen svidknott. Inga underarter finns listade i Catalogue of Life.